# Politikens filmjournal 076
|  | Denne artikel er oprettet af botten Steenthbot ud fra en ekstern database. Den kan derfor have sproglige fejl eller mangler. Denne skabelon kan fjernes efter kontrol af indholdet. |

Politikens filmjournal 076 er en dansk ugerevy fra 1951.

## Handling
1) Frankrig: Pandit Nehru holder møde i Paris.

2) Finland: Feltmarskal Mannerheim er død.

3) Spanien: Amerikansk flådebesøg.

4) Vintersport i Tyskland i sne og regn. Ifølge Ole Brages katalog hører det indslag til Politikens Filmjournal nr. 77